# Hongaarse kwastjesbloem
De Hongaarse kwastjesbloem (Soldanella hungarica) is een overblijvende plant uit de sleutelbloemfamilie (Primulaceae) die te vinden is in de Tatra en de Karpaten.

## Naamgeving enetymologie
De soortaanduiding hungarica verwijst naar Hongarije.

## Kenmerken
De Hongaarse kwastjesbloem is een tot 15 cm hoge, overblijvende, kruidachtige plant met een onvertakte stengel en een basaal bladrozet van gesteelde, vlezige, ronde, hart- of niervormige, aan de bovenzijde donkergroene en aan de onderzijde vaak violette grondbladeren, tot 3 cm in diameter. Het is een hemikryptofyte plant die overwintert met een vlezige wortelstok.
De bloemen staan met enkele samen in een kleine tros op een lange, bladloze maar met klierharen overdekte bloemsteel. De tweeslachtige bloemen zijn tot 15 mm lang, wijd klokvormig, met vijf violette tot paarsblauwe kroonblaadjes. De franje is lang, de kroonblaadjes zijn tot het midden ingesneden.
De plant bloeit van mei tot juli.
De Hongaarse kwastjesbloem lijkt sterk op de alpenkwastjesbloem, maar verschilt daarvan door de met klierharen bedekte bloem- en bladstelen, en de onderzijde van de bladeren die vaak violet gekleurd is.

## Habitaten verspreiding
De Hongaarse kwastjesbloem groeit voornamelijk in lichte naaldbossen en natte heide tot op 1700 m hoogte.
De plant komt enkel voor in de Tatra en de Karpaten.
S. alpina (Alpenkwastjesbloem) · 
S. angusta · 
S. calabrella · 
S. carpatica · 
S. chrysosticta · 
S. hungarica (Hongaarse kwastjesbloem) · 
S. major · 
S. marmarossiensis · 
S. minima (Dwergkwastjesbloem) · 
S. montana (Bergkwastjesbloem) · 
S. oreodoxa · 
S. pindicola · 
S. pusilla (Kleine kwastjesbloem) · 
S. rhodopaea · 
S. rugosa · 
S. villosa (Pyrenese kwastjesbloem)